# Mont Mahan
Pour les articles homonymes, voir Mahan (homonymie).
Le mont Mahan est le point culminant de la chaîne Bender et de la chaîne Harold-Byrd, à 1 260 mètres d'altitude, dans la chaîne de la Reine-Maud, dans la chaîne Transantarctique.
Il est cartographié par l'Institut d'études géologiques des États-Unis d'après des relevés de terrain et des photographies aériennes de l'US Navy de 1960 à 1963. Il est nommé par l'Advisory Committee on Antarctic Names en l'honneur de Shirley F. Mahan, responsable radio de l'équipe hivernale à la station Byrd en 1960.